# Matija Frkić
Matija Frkić (Frće, Ferkić) ↓1 O.F.M. Conv. (lat. Matthaeus Ferchius Veglensis, tal. Matteo Ferchio) (Krk, 23. siječnja 1583. – Padova, 8. rujna 1669.), hrvatski rimokatolički prezbiter, franjevac konventualac, teolog i škotistički filozof, veći dio života aktivan u Italiji. 

## Životopis
Filozofiju i teologiju je studirao u Bergamu, Padovi i Rimu. U samostan ulazi 1591., a zavjete polaže 1599. godine. Doktorirao je na Papinskom sveučilištu sv. Bonaventure u Rimu, 1611. godine. Odlazi u samostan konventualaca u Veneciju 1617. godine. Predavao je na franjevačkim kolegijima u Riminiju, Veneciji i Bologni.
Za potrebe reda putovao je po Europi s generalom reda Giacomom Montanarijem te je obavljao različite službe u redu; među ostalim bio je gvardijan u Krku i te provincijal reda. Godine 1628. postao je profesorom metafizike in via Scoti na Padovanskom sveučilištu te dvije godine nakon, profesorom teologije.
Godine 1636. je u Padovi osnovao knjižnicu za profesore teologije. Od 1638. do 1665. bio profesor je teologije u Padovi. Umro je u Padovi 8. rujna 1669. godine. Njegov grob nalazi se u bazilici Svetog Antuna Padovanskog, u blizini kapele sv. Ruže Limske.

### Teologija
U teologiji se Frkić većinom bavi životom i djelovanjem sv. Bonaventure i sv. Ivana Dunsa Škota. Napisao je tri Apologiae pro Ioanne Duns Scoto i dva životopisa Vita Ioannis Dunsii Scoti (1622. i 1671.) te Discussiones Scoticae (1638.). U njima izlaže život i djelo Ivana Dunsa Škota, njegovu doktrinu i tumačenja te kritički istražuje autentičnost njegovih djela. Tada je osporio dva djela pogrešno pripisanih Škotu.

### Filozofija
U filozofiji je Matija Frkić aristotelovac koji njegove teme tumači u skladu s kršćansko-renesansnom mišlju. Također, protivi se naturalističkim tumačenjima Aristotela te je zastupao stav kako je Aristotelova filozofija u najvećoj mogućoj mjeri sukladna kršćanstvu. U svom radu je kritizirao pojam kvintesencije (pete supstancije), tvrdivši kako je zapravo nebo vatra, a ne eter.
Njegovo djelo "Peripatetička istraživanja o nekim filozofskim problemima u duhu Aristotela" izazvalo je oštre napade i kritike te Crkvenu osudu autora te je prozvan za kršitelja dogme o Božjem stvaranju. Frkić je kritičarima odgovorio djelom "Obrana peripatetičkih istraživanja od uvreda Bellutija i Mastrija".

## Poznata djela
- Vita Ioannis Dunsii Scoti (1622.)
- Istri seu Danubii ortus (1632.)
- De Personis producentibus Spiritum Sanctum (1644.)
- De caelesti substantia (1646.)
- Defensio Vestigationum Peripateticum (1646.)
- Epitome theologicum (1647.)

## Napomene
1. ↑1  Matej, Matteo, Mateo, Matthaeus Ferchius Veglensis, Ferrchi, Ferchie, Ferchio, Ferchius, Ferčić, Ferkić, Frće, Frčić

## Vanjske poveznice
- Prilog o životu i djelu Krčanina Matije Frkića
- Matija Frkić, tumač i kritičar Torquata Tassa